# Дефенсор
Дефенсор (англ. Defensor, від «defense» - «захист», в російській телевізійній версії 6-го каналу — Детектор) — персонаж вигаданої «Всесвіту трансформерів». Дійова особа ряду мультсеріалів і коміксів про трансформерів.

## Опис
Належність — автобот. Спеціалізація — оборона. Являє собою гештальт п'ятьох роботів — Протектоботов (англ. Protectobots, в російській телевізійній версії 6-го каналу — Захисники).

## Компоненти
Всі трансформери, які входять до складу Дефенсор, трансформуються в рятувальну техніку.

## Біографія
Передісторія Дефенсор невідома. Він з'являється вперше в самому кінці 2-го сезону «Трансформерів»; можна припустити, що він був присланий на Землю з Кібертрона як підкріплення в загін автоботів. Дефенсор більше всіх автоботів симпатизує людям; можна сказати, що він прямо-таки закоханий в них, і його дуже засмучує думка про те, що це — нерозділене кохання. Навпаки — люди бояться цієї «жахливої машини», немов якогось десептикона. Однак Дефенсор завжди прикриє їх своїм тілом і не дозволить, щоб хто-небудь з них постраждав. Багато Автоботи задаються одним питанням — чому Дефенсор розвинув у собі такий комплекс неповноцінності і принизив свою ефективність через свою жалості до людей. Вони всіляко підбадьорюють нещасного трансформера, і врешті-решт йому вдається впоратися з собою і зробитися могутнім воїном. Все ж Дефенсор НЕ перестає щиро вірити, що людям він все-таки потрібен, і в глибині своєї механічної душі волів би бути людиною, а не трансформером. Але в реальності Дефенсор — особлива гвардія Метроплекс, дуже потрібна автоботам як ударна та оборонна сила.
На Землі відразу нажив собі заклятого ворога в стані десептиконів — Брутікуса.

## Біографія в книгах

### «Transformers: Exodus»
Як і в ранніх серіалах і коміксах, Дефенсор тут формують Протектоботи. Після появи Девастатора, могутнього десептіконского гештальту, вчені автоботів створили свого і впустили його в бій. У книзі подальші події за участю Дефенсор далі згадуються.

## Технічні характеристики
Дефенсор дуже сильний — з одного удару може знести цілу будівлю. Озброєний зброєю Хот Спота — вогнеметом, вистрілює снаряди в 5000 ° за Фаренгейтом на відстань 1,5 миль. Для захисту йому служить надміцний щит, проте на це зброя йде багато енергії, і включити його можна тільки на хвилину. Завдяки своїй броні Дефенсор здатний витримати потужний артилерійський вогонь. Крім усього іншого, він на рідкість розумний (до появи Компьютрона перевершував в цьому відношенні всі інші гештальти)
За офіційною шкалою бойової характеристики його якості оцінюються так: сила і хоробрість — 10, витривалість — 9, вміння і вогнева міць — 8, інтелект — 7, швидкість — 2, ранг серед товаришів — 6.

## Характер
Дефенсор є найкращим гештальтом автоботів, бо вся команда протектоботов діє злагоджено — як єдиний механізм. За згуртованості вони поступаються тільки Предакінгу. Основною метою всіх протектоботов є порятунок людей, тому процесор Дефенсор просто схиблений на людях. Не менш пристрасно протектоботи відносяться до справи автоботів, і заради поразки десептиконів вони виконують свої завдання майже «понаднормово».

## Поява в серіях
The Transformers
- 65. Б. О.Т. / B.O.T.
- 82. Сутичка на Сі-Мінор / Carnage in C-Minor
- 84. Головна зброя / The Ultimate Weapon
- 93. Сама тяжка ноша / The Burden Hardest to Bear
- 94. Повернення Оптімус Прайм (частина 1) / The Return of Optimus Prime (part 1)
- 95. Повернення Оптімус Прайм (частина 2) / The Return of Optimus Prime (part 2)

Transformers: Scramble City
Transformers: The Headmasters
- 1. Четверо небесних вийняв / Four Warriors Come out of the Sky
- 2. Історія планети Майстер / The Mistery of Planet Master
- 3. Народження нового лідера / Birth of the Fantastic Double Prime
- 9. Криза на Кібертрон (частина 1) / Cybertron is in the Grave Danger (part 1)
- 10. Криза на Кібертрон (частина 2) / Cybertron is in the Grave Danger (part 2)
- 12. Пробудження згаслого вулкана / The Dormant Volcano Mysterioyously Erurts
- 16. Непереможний Гальватрон / Return of the Immortal Emperor
- 17. Сигнал лиха з зниклої планети / SOS from Planet Sandra
- 25. Битва на крижаній горі / The Emperor of Destruction Vanishes on an Iseberg
- 31. Повномасштабне наступ / Operation: Destroy the Desepticons
- 34. Остання битва за Землю (частина 1) / The Final Showdown on Earth (part 1)
- 35. Останній бій за Землю (частина 2) / The Final Showdown on Earth (part 2)